# Rostbauch-Ameisenfänger
Der Rostbauch-Ameisenfänger (Drymophila ferruginea), auch Weißbrauen-Ameisenfänger genannt, ist eine Art der Ameisenvögel. Er kommt nur in einem verhältnismäßig kleinen Gebiet in Südamerika vor. Der Rostbauch-Ameisenfänger ist dort eine verhältnismäßig häufige Art.

## Erscheinungsbild
Der Rostbauch-Ameisenfänger erreicht eine Körperlänge von 13 Zentimetern und wiegt durchschnittlich 10 Gramm. Die Körperunterseite ist rostbraun bis orange. Die Flügel sind schwarz und weisen ein weißes Band auf. Der Schwanz ist schwarz. Von der Schnabelbasis verläuft je ein weißer Streif über dem Auge beziehungsweise unter dem Auge bis zum Nacken. Dies hat zu dem deutschen Namen Weißbrauen-Ameisenfänger geführt. Der Geschlechtsdimorphismus ist nicht so stark ausgeprägt, wie dies bei vielen Ameisenvögeln der Fall ist: Die Weibchen sind etwas weniger farbintensiv als die Männchen und etwas stärker gestreift. 
Rostbauch-Ameisenfänger weisen eine große Ähnlichkeit mit dem Zimtbauch-Ameisenfänger (Drymophila rubricollis) auf. Das Verbreitungsgebiet dieser beiden Arten, die beide zur Gattung Drymophila gehören, überlappt sich. Der Rostbauch-Ameisenfänger kann allerdings anhand seiner schwarzen Rückenzeichnung und des dunkleren Schwanzes identifiziert werden.

## Verbreitungsgebiet und Verhalten
Der Rostbauch-Ameisenfänger kommt lediglich im Südosten Brasiliens vor. Er ist ein Standvogel, der Bambusdickichte in immergrünen Wäldern besiedelt. Er tritt meist paarweise, in kleinen Familientrupps oder in gemischten Schwärmen auf. 

## Belege